# DiRT 4
DiRT 4 (укр. Бруд 4) — відеогра в жанрі автосимулятора, присвячена тематиці ралі. Вона була розроблена та видана Codemasters для платформ Microsoft Windows, PlayStation 4 та Xbox One 6 червня 2017 року в Північній Америці й 9 червня в Європі. Компанія Feral Interactive випустила гру для macOS та Linux у 2019 році. Гра є четвертою у серії DiRT, раніше відомої як Colin McRae Rally.
У DiRT 4 є такі перегонні дисципліни як класичне ралі, ліцензований ралі-крос, перегони на багі та вантажівках. Для перших двох дисциплін у грі доступний асортимент наявних автомобілів різних епох і класів. Гравець може розпочати кар'єру в однойменному режимі, брати участь у різних мережевих заїздах, сезонних заходах, налаштовувати свої власні поодинокі змагання або брати участь у змаганнях, схожих на джимхану з минулих ігор серії, у режимі «Joyride». Також у DiRT 4 можна утримувати власну команду.
Під час розробки гри Codemasters консультувалися щодо моделі керування автомобілем із відомими ралістами — Крісом Міком та Петером Сольберґом. У DiRT 4 представлена нова для серії технологія «Your Stage», яка дозволяє випадково генерувати етапи, створюючи величезну кількість різних спецділянок. Відомо, що творці гри розпочали роботу над цією технологією ще у 2011 році, одразу після виходу DiRT 3. Гра отримала позитивні відгуки від рецензентів, за режим кар'єри, систему генерації спецділянок «My Stage» та знижений, у порівнянні з DiRT Rally, поріг входження, але з проблем відмітили малу кількість ліцензованих автомобілів і треків у режимі Landrush і неповний список трас у режимі ралі-крос. Продовження DiRT 5 було випущено в листопаді 2020 року.

## Ігровий процес

Геймплейний кадр, що показує Subaru Impreza 2001 Річарда Бернса на етапі ралі в Швеції

DiRT 4 є симулятором ралійних перегонів. Гравець може змагатися з комп'ютерними противниками або іншими гравцями в дисциплінах «Ралі», «Rallycross», «Landrush» та «Joyride», а також відточувати свої навички керування в «DiRT Academy». У грі є кар'єра, яка об'єднує частину цих дисциплін у безліч чемпіонатів для поодинокого проходження. Ще є «Freeplay», де можна налаштувати перегону або цілий чемпіонат відповідно до інтересів гравця. Користувачам доступна можливість влаштовувати перегони через мережу, проте на початку гри, доступний лише режим змагання (англ. Competitive), який не дозволяє вносити коригування в параметри заїзду. Цей режим дає право брати участь у сезонних заходах або в рейтингових перегонах з іншими гравцями. Участь практично у всіх змаганнях приносить гравцю кредити, які можна витратити на купівлю нових автомобілів та утримання своєї команди.
У кар'єрі гравець не може відразу брати участь у всіх чемпіонатах, і змушений по черзі проходити їх, відкриваючи нові в кожній категорії окремо. Гра пропонує користувачеві можливість детального налаштування складності, де можна вибрати швидкість противників, кількість рестартів, доступні в керуванні автомобілем помічники та інші параметри, або скористатися одним із готових заздалегідь загтовлених пресетів. Також на початку гри, користувачеві пропонують вибрати між двома стилями поведінки автомобіля: «Геймер» або «Симуляція». У геймерському стилі поведінка транспортного засобу спрощена настільки, щоб гравець міг розслабитися і отримувати задоволення від гри, а симуляція розрахована на тих, кому імпонує реалізм і підвищена складність.

### Дисципліни
У ралі учасники змагаються по одному на ділянці дороги, який називається «етап». Етапи розрізняються за довжиною і можуть бути вибоїстими й звивистими, а також мати різне покриття — від гравію до асфальту та снігу. Гравцю потрібно слухати штурмана, щоб вести автомобіль найефективніше. Змагання складається з одного або більше етапів з інтервалами обслуговування для ремонту машини гравця під час перегони. Машина з найменшим загальним часом проходження етапів виграє подію. У грі представлено 5 різних місць, де можна брати участь у цих змаганнях: Фіцрой (Австралія), Таррагона (Іспанія), Мічиган (США), Вермланд (Швеція) та Поуїс (Уельс).
Ралі-крос — це перегони, що проводяться на кільцевому автодромі. Гравцю потрібно проїхати щонайменше один «джокер-коло» за перегону. Змагання у цій дисципліні складаються з кваліфікаційних заїздів, півфіналів та фіналів. Цей режим супроводжується офіційною ліцензією чемпіонату світу з ралі-кросу, проводиться на реально наявних трасах, а імена пілотів відповідають дійсності.
Landrush — перегони, у якій беруть участь вантажівки або багі на коротких брудних трасах у США та Мексиці. Ділянки являють собою трампліни, широкі нахилені повороти та небезпечні для підвіски горби. Змагання складаються з півфіналів та фіналів. 4 найкращі учасники з півфіналу потрапляють у фінал А, а 4 найгірших у фінал B.
Joyride — заїзди, які поділяються на кілька випробувань. У випробуванні «Лобова атака» необхідно розбити якнайбільше блоків за відведений час, а у «Випробуванні на час» треба пройти ділянку, заповнений бонусними й штрафними відмітками, за рекордний час.

### Кар'єра
Основним режимом гри є поодинокий. Кар'єра підрозділяє деякі дисципліни на окремі чемпіонати, в яких треба перемагати, щоби відкривати нові. Спочатку на гравця чекають легкі короткі турніри, однак у міру просування буде збільшуватися кількість спецділянок, їх довжина та складність проходження. У кар'єрі є п'ять розділів: «Ралі», «Landrush», «Ралі-крос», «Історичне ралі» та «Потрійна корона». Останній розділ відкривається після завершення фінальних чемпіонатів у трійці найкращих у ралі, ралі-кросі та Landrush. У чемпіонатах гравець може брати участь як зі своєю командою, так і з чужою на вибір. Своя команда повністю організується гравцем, аж до підбору механіків, технічних об'єктів та покупки автомобілів. Чужі команди, як правило, пропонують менше грошей за перемогу, проте покривають витрати кредитів на ремонт автомобілів. Основною метою у режимі кар'єри є перемога у чемпіонатах «потрійної корони». Після перемоги у фінальному чемпіонаті будь-якої з дисциплін, гравцеві відкривається доступ до рівня складності «Безстрашний» (англ. Fearless), де відключено всіх помічників, немає можливості перезапустити перегону, а супротивники на дуже швидких машинах.

### Управління командою
У DiRT 4 можна мати свою команду. Гра дозволяє вибрати її назву, зовнішній вигляд лівреї автомобілів, кольори, займатися підбором персоналу, шукати спонсорів, набувати технічних об'єктів на зразок великого гаража або високоякісного спорядження для техніків. Рівень майстерності члена команди визначається за шкалою від E до А. Спочатку гравцеві доступні лише слабкі фахівці E-класу, які не вимагають високу плату за свою діяльність і виконують свою роботу не дуже ефективно, але в міру просування гравця кар'єрними сходами йому відкриватимуться фахівці вищого рівня, на утримання яких, проте, йтиме більше коштів, але вони набагато краще справляються з ремонтом автомобіля. Серед позицій для персоналу є Головний інженер, інженер, PR-агент, штурман, спостерігач у ралі-кросі та спостерігач у Landrush. Останні три різняться один від одного мовою промови, чи голосом. Спонсори потрібні для того, щоб ставити гравцеві додаткову мету під час заїздів, за виконання яких він заробляє більше грошей. Їхні логотипи показуються на лівреї автомобіля. Спонсори також відрізняються один від одного престижністю і величиною виплат, вони також упорядковані від E до A, а найвигідніші пропозиції відкриваються в міру проходження гри. Також із пошуком спонсорів може допомогти PR-агент. Ще гравець може купувати об'єкти, які впливають на ефективність команди й величину гаража. Зі своєю командою можна виступати як у кар'єрному режимі, так і в багатьох інших заїздах, включаючи сезонні заходи.

### Автомобілі

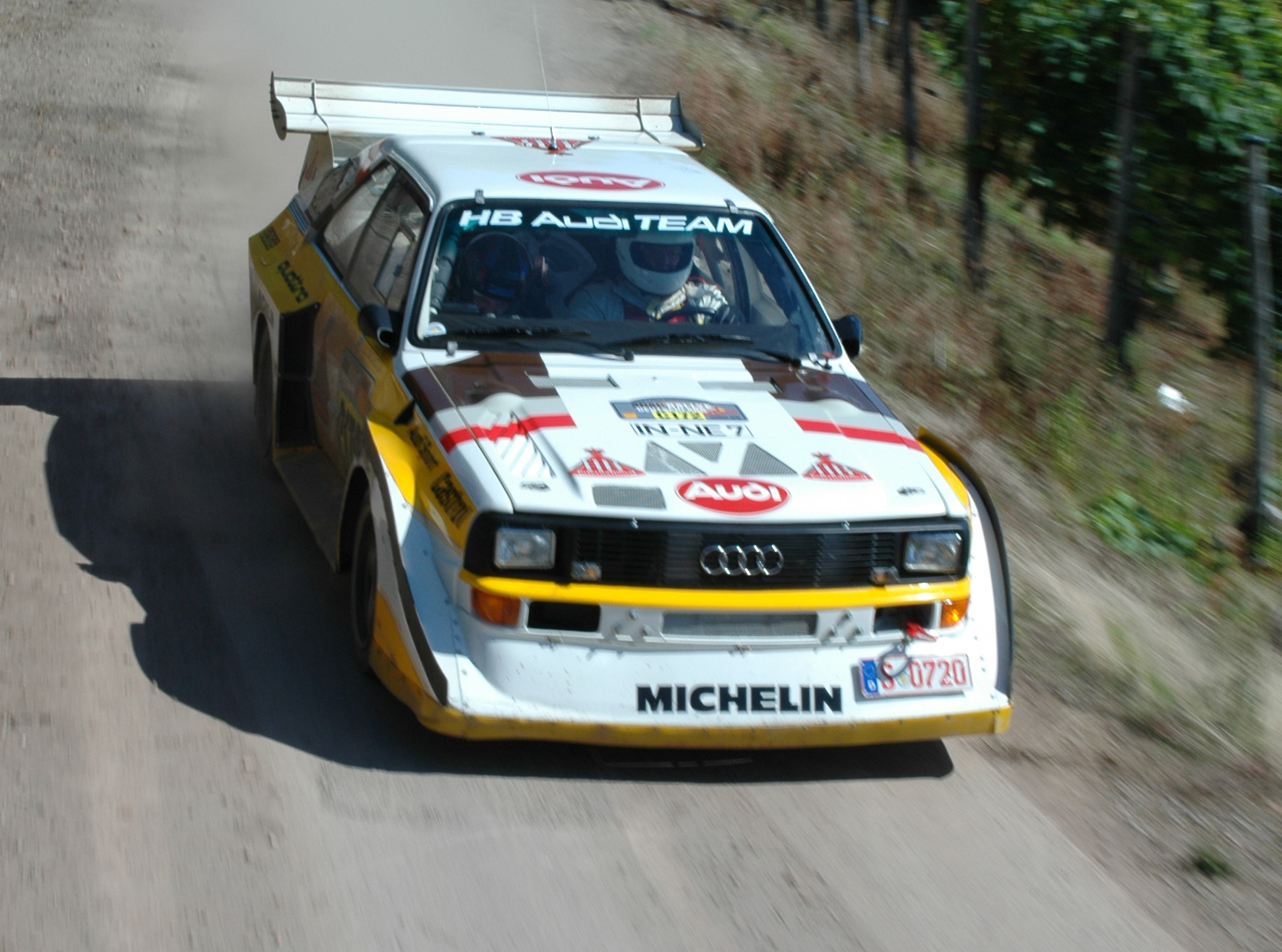
У DiRT 4 представлені деякі машини легендарної Групи B, на фотографії Audi Sport Quattro S1, точна копія цього автомобіля є в грі

Всього в грі 55 автомобілів, однак один з них, а саме Hyundai R5, давався за попереднє замовлення гри, пізніше він продавався як окреме DLC. Таким чином, звичайному користувачу доступно 54 машини. Ці машини поділяються за категоріями участі: ралі, ралі-крос, класичне ралі та Landrush, а також за класами всередині цих категорій, як наприклад Група А, NR/R4 та R5 у категорії ралі. Серед сучасних автомобілів у DiRT 4 представлено багато відомих класів, проте обійшлося без представників WRC, таких як Volkswagen Polo WRC чи Ford Fiesta RS, які були в минулих іграх серії. У категорії Landrush гравець може взяти під керування багі, легкі вантажівки або спеціальні карти. Серед автомобілів для ралі-кросу можна виділити представників Групи B та сучасні автомобілі, на кшталт Citroen DS3. Також у грі представлені класичні ралійні автомобілі 60-х, 70-х та 80-х років минулого століття. У цій категорії можна знайти як автомобілі легендарної групи B, так і учасників старіших ралійних чемпіонатів, таких як Renault Alpine A110 або Ford Escort Mk II.
Кожен з автомобілів у грі має кілька кольорів лівреї на вибір, серед яких можуть бути реально існуючі. Крім цього автомобілі отримують забарвлення будь-якої з представлених у грі команд, кількість яких досить велика, щоб створити візуальну різноманітність. На додаток до цього варто згадати можливість створювати свою команду, де можна вибрати її кольори, спосіб фарбування лівреї та знайти спонсорів, логотипи яких будуть зображені на корпусі автомобіля. Такий метод також розповсюджується на всі автомобілі у грі.
У ході змагань автомобілі мають властивість покриватися брудом і всіляко псуватися, що може бути спричинено ударами або заносом. У гравця регулярно з'являється вікно для технічного обслуговування, де можна полагодити машину, почистити її від бруду, замінити компоненти на якісніші та зносостійкіші, а також зробити детальне налаштування параметрів автомобіля, для досягнення найбільшої ефективності під час заїзду.

### Етапи
Гра надає користувачеві певну різноманітність трас та етапів. У ралі існує 5 локацій, що відрізняються один від одного: австралійський Фіцрой проходить на брудній поверхні крізь місцеві ферми і ліси, етап в іспанській Таррагоні складається виключно з хороших асфальтових доріг, які проведені по горбистій місцевості, а також часом проходять через місцеві міста, ралі Мічі по гравійній поверхні через ліс, що є й у валійському етапі, але той також унікальний, бо до того ще є горбиста місцевість, останній з етапів гри проходить у шведському Вермланді, і єдиний у грі пропонує зимові заїзди. Незважаючи на те, що в минулих іграх серії вже зустрічалися деякі з цих локацій, дороги в DiRT 4 не повторюють їх і є унікальними. У ралі-кросі представлено 5 реальних трас, які розташовані в різних куточках Європи: Lydden Hill (Англія), Höljes, (Швеція), Lånkebanen (Норвегія), Circuit de Lohéac (Франція) та Pista Automóvel de Montalegre (Португалія). Перші три треки вже з'являлися у DiRT Rally і без значних змін перекочували у цю гру. У режимі Landrush є три автодроми, які можуть бути представлені в різних варіаціях. Вони розташовані в Каліфорнії, Неваді та Мексиці. Також варто додати, що тренувальні заїзди відбуваються на локації Dirtfish у Сполучених Штатах Америки.

## Розробка та випуск

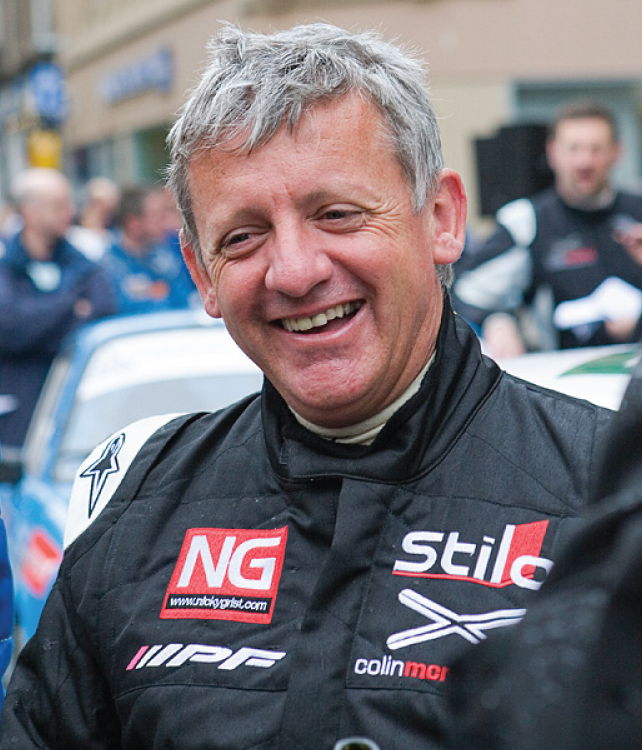
Нікі Гріст озвучив англомовного штурмана в DiRT 4

DiRT 4 була розроблена британською студією Codemasters. Анонс гри відбувся 26 січня 2017, тоді Codemasters випустили перший трейлер гри, а також поділилися деякими подробицями. Вони заявили, що спробували поєднати напругу і реалізм DiRT Rally з веселішими, зарядженими адреналіном перегонами з DiRT 2 й DiRT 3. Крім цього, стала відома дата виходу гри, яка була назначена на 6 червня 2017 року, деякі деталі про представлений у грі автопарк, а також ігрові локації. З моменту анонсу відразу стало відомо про інноваційну систему генерації маршрутів «Your Stage», яка, на думку самих розробників, є головним нововведенням DiRT 4. За словами провідного геймдизайнера гри Пола Коулмана, цю систему Codemasters почали розробляти ще у 2011 році, одразу після релізу DiRT 3.
Розробники не приховували, що основною метою при створенні цієї гри було знизити поріг входження для казуальних і нових гравців. Спеціально для цього було створено два різні стилі поведінки автомобіля: «Геймер» та «Симуляція». У геймерському стилі гра пропонує спрощену фізичну модель, а також низку помічників, щоб гравцеві вдавалося отримувати задоволення від процесу без особливих зусиль. У стилі симуляції поведінка автомобіля є більш реалістичною, всі помічники за замовчуванням відключаються, керування стає більш смиканим, а частота аварій збільшується. Клайв Муді, виконавчий продюсер гри, у своєму інтерв'ю порталу GameSpot стверджував, що стиль симуляції — це як DiRT Rally, тільки він більш доопрацьований.

DiRT Rally була, безперечно, досить безкомпромісною грою. Багато людей так і не змогли вникнути в неї, вони не мали часу, щоб у всьому розбиратися, тому вони закидали гру з самого початку. Вона просто вкидала вас у гущу подій без будь-якої страховки, надаючи вибір у дусі плисти чи потонути.
Якщо вам вистачало терпіння, то ви могли подолати складності й в усьому розібратися, але для деяких людей це було надто важко. Тому основним рушійним фактором в DiRT 4 стала потреба надати людям легший і безпечніший вхід у світ бездоріжжя.
Оригінальний текст (англ.)
Dirt Rally was, without question, pretty uncompromising. A lot of people either couldn't get into it because they didn't have the time to put the effort into it, or they were just put off from the get-go. It just threw you in, gave you no safety net whatsoever, and it was kind of sink or swim.
If you had the patience you could power through that and get it, but for some people it was too much. So definitely a driving factor in Dirt 4 is needing to give people a safer and more gentle entry into the world of off-road.
— Клайв Муді, виконавчий продюсер DiRT 4
До виходу гри готувалася кілька видань DiRT 4 із невеликими відмінностями. Крім стандартного видання, що включає саму гру без будь-яких бонусів, було ще два. Видання Day One Edition пропонувало гравцям ексклюзивний ралійний автомобіль Hyundai R5, якийсь «спеціальний захід», а також іконку засновника. Видання Special Edition включало все те ж саме, що й перше, але також містило набір Team Booster Pack, до якого входило: унікальний інженер, ексклюзивна пропозиція від команди, а також унікальні технічні об'єкти, які впливають на ефективність команди під час участі у чемпіонатах.
27 квітня з'явилися дані про представлений у грі саундтрек. У новому трейлері грала ексклюзивно записана для DiRT 4 пісня Instigators від Ґрейс Поттер. Крім цього в трейлері був представлений девіз гри: «Be Fearless» (укр. Будь безстрашним). Codemasters заявили, що саундтрек гри був складений разом із партнерами з Globe — британського відділу Universal Music, а також, що в DiRT 4 буде представлено близько 40 ліцензійних композицій. У цій частині серії, як і в DiRT Rally, представлений ліцензований чемпіонат світу з ралі-кросу, і попри те, що в порівнянні з минулою частиною тут з'явилося ще два етапи, їх кількість у реальному чемпіонаті все одно значно перевищує ту, яка присутня у грі. DiRT 4 вийшла на PlayStation 4, Xbox One та персональні комп'ютери під управлінням ос Microsoft Windows 6 червня 2017 року в Північній Америці, й через пару днів 9 червня 2017 року в країнах Європи. До релізу гри Codemasters випустили ще один трейлер, цього разу останній, де показали багато режимів гри та різноманітні погодні ефекти. Самі розробники не заперечували, що в майбутньому гра могла бути портована на Nintendo Switch, проте цього таки не відбулося. У березні 2019 року, компанія Feral Interactive портувала гру для Linux і macOS.
Творці гри консультувалися з ралістами Крісом Міком та Петером Сульбергом під час створення моделі поведінки автомобіля. Варто додати, що обидва пілоти представлені в DiRT 4 як противники. Для озвучування гри були запрошені професіонали — Нікі Гріст та Джен Горсі, вони подарували свої голоси внутрішньоігровим штурманам, на додаток до цього Гріст ще озвучив коментатора. Крім них у грі можна вибрати між німецькими, італійськими, польськими та іспанськими штурманами. Примітно, що в минулому Гріст був штурманом Коліна Мак-Рея, а також озвучував деякі ігри серії, коли вони ще мали ім'я знаменитого перегонника.

## Саундтрек
У DiRT 4 представлено безліч композицій різних жанрів та виконавців. Ще до релізу гри стало відомо, які композиції можна буде почути серед її музичного супроводу. 27 квітня 2017 року Codemasters випустили трейлер гри, в якому звучить пісня Instigators американської співачки Грейс Поттер, записана ексклюзивно для гри. Розробники також поділилися, що в грі звучатиме музика таких виконавців як The Amazons, Sigma, Freak, Pretty Vicious, The Chemical Brothers, Queens of the Stone Age, Disclosure та Bastille.
DiRT® 4™ (The Official Soundtrack Album) — офіційний альбом із саундтреком гри, він включає лише 20 композицій, при тому, що в самій грі їх є понад 40.
| #     | Назва                                                                                 | Автор                   | Тривалість |
| ----- | ------------------------------------------------------------------------------------- | ----------------------- | ---------- |
| 1.    | «Night Drive»                                                                         | Sigma                   | 4:50       |
| 2.    | «It Ain’t No Fun»                                                                     | Pretty Vicious          | 2:41       |
| 3.    | «I Like To Smile When I'm Sad [Clean]»                                                | Freak                   | 3:06       |
| 4.    | «Millions (The Party)»                                                                | The Amazons             | 2:53       |
| 5.    | «Instigators»                                                                         | Грейс Поттер            | 3:08       |
| 6.    | «Go (Radio Edit)»                                                                     | The Chemical Brothers   | 3:34       |
| 7.    | «Drive (Monsieur Adi Remix)»                                                          | Алекс Максвелл          | 4:01       |
| 8.    | «You Don’t Get Me High Anymore»                                                       | Phantogram              | 3:40       |
| 9.    | «Fire»                                                                                | Барнс Кортні            | 3:19       |
| 10.   | «Gimme The Love»                                                                      | Джейк Баґґ              | 3:02       |
| 11.   | «Magnets [feat. Lorde]» (разом із Lorde)                                              | Disclosure              | 3:19       |
| 12.   | «Pompeii»                                                                             | Bastille                | 3:35       |
| 13.   | «Tick Tick Boom»                                                                      | The Hives               | 3:33       |
| 14.   | «No One Knows»                                                                        | Queens Of The Stone Age | 4:40       |
| 15.   | «Brooklyn (GotSome Remix)»                                                            | Fickle Friends          | 3:30       |
| 16.   | «Out Of My System»                                                                    | Youngr                  | 3:24       |
| 17.   | «Follow»                                                                              | Fangclub                | 3:42       |
| 18.   | «Fire That Burns»                                                                     | Circa Waves             | 3:51       |
| 19.   | «Hypnotic [feat. Shannon Saunders & Youngman]» (спільно з Шеннон Сондерс та Youngman) | Wilkinson               | 4:50       |
| 20.   | «All Or Nothing»                                                                      | Kove & Joseph J. Jones  | 3:57       |
| 72:35 |                                                                                       |                         |            |

## Оцінки та відгуки
| Агрегатор    | Оцінка                                 |
| ------------ | -------------------------------------- |
| GameRankings | PC: 77,30 % PS4: 85,17 % XONE: 85,90 % |
| Metacritic   | PC: 78/100 PS4: 85/100 XONE: 86/100    |

| Видання        | Оцінка |
| -------------- | ------ |
| Destructoid    | 7.5/10 |
| Game Informer  | 9/10   |
| GameSpot       | 9/10   |
| GamesRadar+    | [ 29 ] |
| IGN            | 9.2/10 |
| PC Gamer (США) | 70/100 |
| Polygon        | 9/10   |

DiRT 4 отримала в основному позитивні відгуки від критиків, ґрунтуючись на рейтингах агрегаторів Metacritic та GameRankings, де консольні версії мають рейтинг близько 85, а версія для Windows приблизно 78 балів. Портал IGN дав грі оцінку 9.2/10, написавши «Доступний, але водночас жорсткий і брудний, і все одно прекрасний DiRT 4 встановлює новий стандарт у ралі-перегонах — його продуманий режим кар'єри, а також нескінченну кількість етапів надають йому приголомшливу витримку. Абсолютно дивовижний діамант». У редакції сайту Polygon грі поставили 9/10, а рецензент заявив: «я ще ніколи не був так зачарований перегонною грою, і я не можу рекомендувати будь-кому з будь-якими здібностями будь-яку іншу гру більше, ніж DiRT 4. DiRT 4 - це задоволення». На порталі GameSpot грі також поставили 9/10, вони писали, що «якщо каральна складність DiRT Rally відлякувала багаторічних шанувальників серії в будь-якому випадку, то прагнення доступності має допомогти повернути їх назад, а майже нескінченні можливості системи „Your Stage“ повинні затримати їх у грі. DiRT 4 - це яскравий приклад блискучої роботи Codemasters».
Версію для MacOS, майже через місяць після виходу, Михайло Грицина з українського видання Pingvin.pro, написав таке: «Такою великою кількістю автомобілів, режимів і трас, DiRT 4 сильно приманює до себе гравців.» Також у висновку згадав «класну» музику, «якісну» графіку й «хороший» геймплей.
Більшість авторів сходилися на тому, що хвалили гру за її режим кар'єри, систему генерації спецділянок «My Stage» і знижений, в порівнянні з DiRT Rally, поріг входження, але в той самий час критиці часто піддавали малу кількість ліцензій, менш багатий, на відміну від DiRT Rally, автопарк, неповний список трас у ралі-кросі та мала треків у режимі Landrush. Що, однак, не завадило DiRT 4 отримувати високі бали й мати попит. Відомо, що після виходу, на тиждень гра посіла друге місце в чартах продажів у Великій Британії, поступившись лідерством лише Grand Theft Auto V. Гра також зайняла сьоме місце у Австралії, і друге у Новій Зеландії.

### Нагороди
Гра була номінована на звання «Найкращої перегонної гри» 2017 року на порталі IGN. DiRT 4 виграла в аналогічній номінації сайту Game Informer, а також ще в номінації «Найкраща спортивна гра року». Примітно, що, виходячи з голосування читачів цього сайту, гра зайняла лише четверте місце серед інших перегонних симуляторів, набравши лише 12,5 % голосів. Редакція російського сайту StopGame.ru також визнала DiRT 4 найкращою перегонною грою у своїх підсумках 2017 року ігрового року. Журнал Polygon помістив DiRT 4 на 28 місце у своєму списку 50 найкращих ігор 2017 року. DiRT 4 ще була номінована як «Перегонна гра року» на 21-ій D.I.C.E. Awards, однак у цій номінації перемогла Mario Kart 8 Deluxe.